# أق قلعة (أرشق)
أق قلعة (بالفارسية: آق قلعه) هي منطقة سكنية تقع في إيران في قسم أرشق الشرقي الريفي. يقدر عدد سكانها بـ 119 نسمة .